# Бондаренко, Слава Ефимовна
Слава Ефимовна Бондаренко (4 августа 1932 — 5 января 2017, Иерусалим, Израиль) — советская актриса, оперная певица (лирико-драматическое сопрано), заслуженная артистка РСФСР.

## Биография
Окончила вокальное отделение Ташкентской государственной консерватории. Во время учёбы пела небольшие партии в спектаклях Ташкентского оперного театра имени Алишера Навои, работала иллюстратором, аккомпаниатором, принимала участие почти во всех консерваторских концертах.
В 1963—1988 годах работала в Куйбышевском театре оперы и балета. Выступала также как концертная камерная певица.
В 1990 году вместе с мужем Вениамином Клецелем переехала в Израиль, жила в Иерусалиме.

### Семья
- Муж — художник Вениамин (Биньямин) Михайлович Клецель (род. 1932, Первомайск, Одесская область), член Союза художников СССР.

## Награды
- Заслуженная артистка РСФСР (13.02.1974)[2]

## Работы в театре
- «Мазепа» П. Чайковского — Мария
- «Тоска» Дж. Пуччини — Флория Тоска
- «Дон Карлос» Дж. Верди — Елизавета Валуа
- «Трубадур» Дж. Верди — Леонора
- «Аида» Дж. Верди — Аида
- «Макбет» Дж. Верди — Леди Макбет
- «Князь Игорь» А. Бородина — Ярославна
- «Дон Жуан» Моцарта — донна Анна
- «Памятник» Ю. Левитина — корреспондентка (1965)
- «Виринея» С. Слонимского — Виринея (1967)
- «Гроза» В. Пушкова по А. Н. Островскому — Катерина (1972)